# Lichtenhainer Waldeisenbahn
| Lichtenhainer Waldeisenbahn | Lichtenhainer Waldeisenbahn |
| --------------------------- | --------------------------- |
| Streckenlänge:              | ca. 0,650 km                |
| Spurweite:                  | 600 mm (Schmalspur)         |
|                             |                             |

Die Lichtenhainer Waldeisenbahn ist eine Schmalspurbahn in Lichtenhain/Bergbahn/Oberweißbach im Landkreis Saalfeld-Rudolstadt in Thüringen.
Die Waldeisenbahn hat eine Spurweite von 600 mm und ist seit dem Jahr 1998 in Betrieb.
Der Bahnhof der Lichtenhainer Waldeisenbahn befindet sich unmittelbar östlich vom Bergbahnhof der Oberweißbacher Bergbahn in ca. 645 m ü. NN.
Die Streckenlänge beträgt ca. 650 m.